# Ley orgánica de hidrocarburos
La Ley orgánica de hidrocarburos, también conocida como Ley n.° 26221, es una norma vigente en Perú desde el 18 de noviembre de 1993. Su principal objetivo es incentivar la asignación de recursos económicos para llevar a cabo las tareas necesarias para explorar y extraer hidrocarburos en el territorio del país. Esto incluye la búsqueda de nuevos yacimientos así como la extracción y procesamiento de aquellos que ya se han descubierto. Esta ley fue aprobada por medio del Decreto Supremo N° 042-2005-EM.
Para lograr este objetivo, la ley creó la empresa Perupetro como una entidad estatal de derecho privado dentro del sector de energía y minería. Entre las principales funciones de la empresa se encuentran la promoción de inversiones en las actividades mencionadas anteriormente, así como la negociación, celebración y supervisión de contratos y convenios de evaluación técnica en su calidad de contratante, debido a la autoridad que le otorga el Estado.

## Historia
Se cree que el petróleo ha sido empleado en diversas aplicaciones a lo largo de la historia por los habitantes del Perú desde hace mucho tiempo, incluso antes de que llegaran los conquistadores españoles. Un material parecido a la brea era usado para hacer fuego y también para fabricar armas como flechas y hondas. Además, se utilizaba como repelente para alejar a los insectos en la selva. Durante la época de la colonización española, la brea se empleaba para sellar las juntas de las embarcaciones y otros propósitos.
En el Perú, la explotación de hidrocarburos comenzó en 1863, con la perforación del primer pozo de petróleo en Zorritos, ubicado en el norte del país, fue perforado en un terreno propiedad de la familia Lama. Conocido como pozo número 4, se realizó una pequeña perforación para explorar la posibilidad de obtener petróleo en la zona, motivados por la posible presencia del recurso en otros lugares. Ese fue el primer pozo excavado en busca de petróleo en el Perú y en toda la región de Latinoamérica.
Después de un evento que tuvo lugar, varias empresas comenzaron a interesarse en extraer los hidrocarburos de la zona. La primera en llegar fue la Peruvian Petroleum Company en la costa norte del país y luego llegó la Compañía Peruana de Refinar Petróleo. De este modo, aparecieron y desaparecieron más empresas durante algunas décadas. Pero fue en los años 1960 y 1970 cuando se alcanzó el mayor auge en la explotación de los hidrocarburos, con la International Petroleum Company (IPC) destacando en el mercado.
En el año 1969, durante la gestión del presidente Juan Velazco, se llevó a cabo la expropiación de los campos pertenecientes a la International Petroleum Company, dando paso a la concesión de la explotación de los hidrocarburos a la empresa peruana Petroperú, que se encargó completamente de satisfacer la demanda interna de petróleo en el país. Catorce años después, en 1983, la empresa Shell Prospecting and Development hizo un importante hallazgo de gas natural en la región de la selva sur, específicamente en Camisea, lo que despertó gran interés debido a su enorme potencial económico. Sin embargo, a pesar de los esfuerzos y avances realizados, la empresa se retiró del país en 1998 sin lograr concluir su proyecto.
Es por ello que la legislación del petróleo era necesario revisarse, debido a la explotación del recurso que se estaba realizando. La Ley 4452, promulgada en 1922, establece que los yacimientos de petróleo e hidrocarburos se les reconoce como propiedad del Estado. Esto significa que tiene el derecho exclusivo de poseer, explotar y controlar los hidrocarburos presentes en su territorio, y puede otorgar permisos o concesiones a empresas u organizaciones para llevar a cabo su extracción, producción o comercialización bajo ciertas regulaciones y contratos. 
Mientras que la ley del Petróleo era una norma de Perú que se promulgó en el año 1952 y que establecía que el petróleo y los hidrocarburos son propiedad del Estado. Además, el pago de un impuesto a la renta del 50% de la utilidad neta y un canon anual por superficie. El Estado puede otorgar concesiones para la exploración y explotación de los hidrocarburos, pero ahora se hace a través de un proceso de licitación. La ley divide el país en cuatro zonas, pero una concesión no puede abarcar más de una zona.
En el año 1969 se creó una norma muy importante en la industria de hidrocarburos llamada Decreto Ley n.° 17753. Esta norma estableció que se crearía una empresa llamada Petroperú para reemplazar a la Empresa Petrolera Fiscal, y que todas las reservas y petróleo encontrados serían propiedad de Petroperú, se estableció que actuaría en nombre del gobierno peruano y se concedió a las partes la posibilidad de negociar ciertos aspectos de los contratos, como la localización del área y sus características geológicas. Además, se estableció un plazo de 35 años, incluyendo los años de exploración, y Petroperú sería responsable de los pagos por impuestos y derechos.
La Ley n.° 26221 fue creada en 1993 como regulación de la gestión de hidrocarburos en el territorio de un país. Uno de los aspectos más trascendentales de esta ley es la formación de Perupetro S.A., una entidad gubernamental que tiene como objetivo fomentar la inversión en la exploración y producción de petróleo y gas en representación del Estado. De esta manera, supervisa los procesos de contratación después de que estos se hayan establecido. Según la ley, el Estado posee los derechos de los hidrocarburos "in situ" y Perupetro S.A. tiene la propiedad de los hidrocarburos "extraídos". Esto permite celebrar contratos relacionados con el mercado petrolero. Por lo tanto, Petroperú ha pasado a ser solamente un actor más en ese mercado y ha firmado contratos negociados con Perupetro S.A. para áreas en las que ya se venía explotando petróleo. Además, la ley estableció tres nuevas formas contractuales para las actividades en el mercado de los hidrocarburos.
Después de un proceso de licitación internacional, Pluspetrol Perú Corporation, Hunt Oil Company of Perú L.L.C., SK Corporation y Hidrocarburos Andinos S.A.C. firmaron un acuerdo de licencia en el año 2000 para realizar las tareas necesarias para extraer hidrocarburos en la región asignada como "lote 88". Este acuerdo permitió a estas empresas trabajar para llevar a cabo exploraciones y extracciones de hidrocarburos en la región, en conformidad con las leyes y regulaciones del país. Este contrato de licencia fue considerado como un hito en la industria energética peruana, ya que facilitó la inversión de capital y la creación de empleo en la región.

## Contenido
La ley consta de 102 artículos divididos en XI títulos, además de tener 5 capítulos, Disposiciones Complementarias, Disposiciones Transitorias y Disposiciones Finales.
- Título I - Principios generales, cuyo contenido guarda los artículos 1 al 6.
- Título II - Exploración y explotación, cuyo contenido guarda los artículo 7 al 71, distribuidos en 5 Capítulos.
- Título III - Ductos, cuyo contenido guarda el artículo 72.
- Título IV - Almacenamiento, cuyo contenido guarda el artículo 73.
- Título V - Refinación y procesamiento, cuyo contenido guarda los artículos 74 y 75.
- Título VI - Transporte, distribución y comercialización de productos, cuyo contenido guarda el artículo 76.
- Título VII - Libre comercio, cuyo contenido guarda los artículos 77 y 78.
- Título VIII - Distribución de Gas Natural, cuyo contenido guarda los artículos 79 al 80.
- Título IX - Disposiciones Generales, cuyo contenido guarda los artículos 81 al 90.
- Título X - Disposiciones Transitorias, cuyo contenido guarda los artículos 81 al 90.
- Título XI - Disposiciones Finales